# Jakob Fischer-Rhein
Jakob Fischer-Rhein (eigentlich: Jakob Fischer; * 28. Januar 1888 in Düsseldorf; † 28. Oktober 1976 in Miltenberg) war ein deutscher Zeichner, Porträt- und Landschaftsmaler.

## Leben
Der Sohn eines Stellmachers aus Ostpreußen und einer Bauerntochter vom Niederrhein ließ bereits als Schüler eine deutliche künstlerische Begabung erkennen, von der sein Vater als erfolgreicher Konstrukteur von Eisenbahnwaggons zunächst nichts wissen wollte. Nach einer Ausbildung zum technischen Zeichner wurde er 1905 in die Düsseldorfer Kunstakademie aufgenommen. Ein Stipendium für die South Kensington Art School in London ermöglichten ihm zwischen 1905 und 1910 intensive Aquarellstudien. 1911 setzte er seine Studien bei Eduard von Gebhardt, Willy Spatz und Julius Paul Junghanns in Düsseldorf und bei Gabriel von Max an der Akademie der bildenden Künste in München fort und übernahm die Vertretung der renommierten Düsseldorfer Künstlerfarbenfirma H. Schmincke & Co.
Während des Ersten Weltkriegs, geriet Jakob Fischer-Rhein im Herbst 1915 als Offizier in französische Kriegsgefangenschaft, die ihn bis 1920 von den nassen Kasematten auf Chateau d’If über ein Gefängnisschiff in der Bucht von Marseille auf die Ile de Ré bei La Rochelle führte. Dabei begegnete er auch kunstsinnigen Kommandanten, die ihm nicht nur das Zeichnen und Malen gestatteten, sondern auch die erforderlichen Utensilien besorgten, so dass er nach seiner Entlassung mit rund 200 viel beachteten Arbeiten im Gepäck nach Düsseldorf zurückkehrte. Studienreisen führten ihn nach Holland, Belgien, Frankreich und Amerika, wo er sich als begehrter Maler am Hudson River in New York bis zum Schwarzen Freitag am 25. Oktober 1929 etablieren konnte. In den folgenden Notjahren entstanden kraftvolle Kohlezeichnungen die u. a. die Skyline Manhattans, den Hafen, die Stahlskelette halbfertiger Hochhäuser und die inmitten gigantischer Wolkenkratzer wie in einer tiefen Schlucht liegende St. Patrick’s Cathedral zeigen.
in der Zeit des Nationalsozialismus war Fischer-Rhein Angehöriger der nationalsozialistischen Schutzstaffel SA und 1942 in Dresden auf der Kunstausstellung der SA vertreten. Aus seiner finanziellen Notlage hatte ihn das Angebot seines Düsseldorfer Studienkollegen Werner Peiner befreit, nach dessen Skizzen im nationalsozialistischen Berlin monumentale Wandgemälde zu verfertigen und als Pressezeichner die Prominenz der Berliner Kulturszene zu skizzieren. Fischer-Rhein war 1941, 1942 und 1943 mit 10 Bildern auf der Großen Deutschen Kunstausstellung in München vertreten, von denen Goebbels 1941 zwei erwarb.
Nach dem Verlust von Wohnung und Atelier durch britische Bomben in der Nacht zum 4. September 1943 siedelte Jakob Fischer-Rhein nach Miltenberg über, das er lediglich aus einem Kulturfilm über Franken und als Heimat des Malers Philipp Wirth kannte. Die Romantik der verwinkelten, von Kriegszerstörung weitgehend verschonten Fachwerkstadt im malerischen Maintal bot dem Maler und Zeichner eine Fülle reizvoller Motive. Da Leinwand und Farben in den letzten Kriegs- und ersten Nachkriegsjahren kaum zu beschaffen waren, entstanden zunächst ausdrucksstarke Zeichnungen und später viele reizvolle Gemälde mit Motiven und Ansichten von Miltenberg, Bamberg, Rothenburg, Dinkelsbühl, Nördlingen, Regensburg, aber auch Köln, Bremen, Paris, Marseille, Rom, Venedig, Mailand und Griechenland.
Jakob Fischer-Rhein war kein kritischer, reflektierender Maler. Für ihn blieben die Professoren der Düsseldorfer Akademie stets Vorbild und voller Stolz nannte er sich zeitlebens einen akademischen Maler. Modernen Strömungen hat er sich verweigert, auch wenn den ästhetischen Kubismus Lyonel Feiningers und die Städtebilder Albert Marquets sehr schätze.